# ディルク2世 (ホラント伯)
ディルク2世（Dirk II, 932年ごろ - 988年5月6日）は、フリースラント伯（在位：939年 - 988年）。

## 生涯
ディルク2世がディルク1世の息子なのか孫なのかについては論争があった。長い間ディルク1世の息子と見なされていたが、現在はディルク1世の孫であるとも考えられている。938年にフランドル伯アルヌール1世とアデル・ド・ヴェルマンドワの娘イルデガルドと婚約した。2人の結婚は950年に行われた。
950年6月15日、ディルク2世はエグモントの町に石造りの教会を寄進した。おそらくこの教会の奉献の機会に、9世紀につくられたエグモンド福音書を寄贈した。これはディルク2世が975年ごろに入手したもので、現在ではオランダの中世盛期の最も重要な写本の1つと見なされている。この作品には、ディルク2世とイルデガルドを描いた4つの福音書すべてと、ディルク2世の指示で追加された2つのミニアチュールが含まれている。一部の歴史家は、これらのミニアチュールは息子のエグバートによって作られたと考えている。この写本は現在、オランダ王立図書館に所蔵されている。
義父アルヌール1世の死（965年3月27日）の後、ディルク2世は甥のフランドル伯アルヌール2世の後見人となった。同年、ディルク2世はヘントの城を征服し、その後亡くなるまでヘントを領有した。985年8月25日、彼はローマ王オットー3世からマース川下流域、ケネメルラントおよびテセル島を封土として受け取った。ディルク2世、妃イルデガルト、そして子供であるアルヌルフとエルリンディスは、エグモント修道院に埋葬された。ディルク2世らの墓は、1573年のゴイセンの暴動の際に破壊された。

## 子女
イルデガルド・ド・フランドルとの間に以下の子女をもうけた。
- アルヌルフ（955年頃 - 993年） - ホラント伯
- エグバート（950年頃 - 976年） - トリーア大司教（977年 - 993年）
- エルリンディス - エグモント女子修道院長、のちベンネブルック女子修道院長

## 参考文献

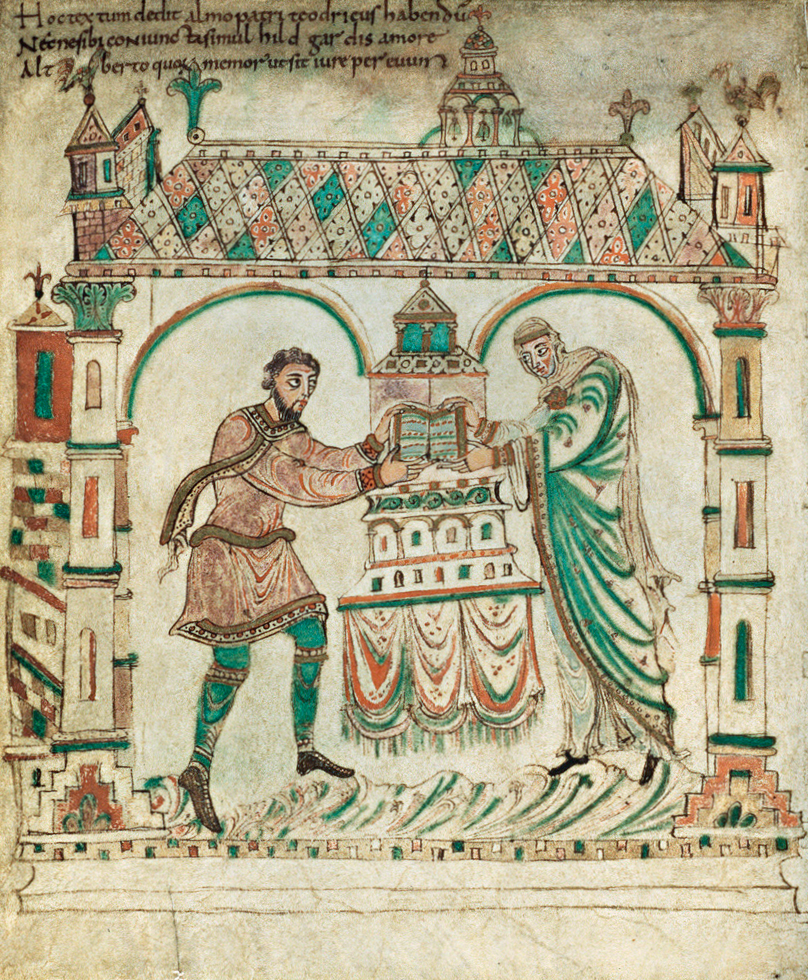
福音書を寄贈するディルク2世と妃イルデガルド